# Necip Uysal
Necip Uysal est un footballeur turc né le 24 janvier 1991 à Istanbul en Turquie. Il joue au poste de défenseur central avec le club de Beşiktaş JK.

## Biographie

### Carrière en club
Necip Uysal participe avec le club de Beşiktaş à la Ligue des champions et à la Ligue Europa. Il inscrit son seul but en Coupe d'Europe le 26 août 2010, lors du tour de barrage de la Ligue Europa contre le HJK Helsinki (victoire 0-4).

### Carrière internationale
Necip Uysal est régulièrement appelé dans les équipes nationales de jeunes. Avec les moins de 19 ans, il participe au championnat d'Europe des moins de 19 ans en 2009. Lors de cette compétition, il joue trois matchs : contre l'Espagne, la France, et la Serbie.
Il joue son seul et unique match en équipe de Turquie le 3 mars 2010 contre le Honduras. Il remplace Mehmet Aurélio à la 80e minute.

## Palmarès
- Champion de Turquie en 2016 2017 et 2021 avec Beşiktaş
- Vainqueur de la Coupe de Turquie en 2011, 2021 et 2024 avec Beşiktaş.